# Battaglia di Ladocea
La battaglia di Ladocea fu combattuta tra Sparta e la lega achea nell'estate del 227 a.C., nelle fasi iniziali della guerra cleomenea.

## Antefatti

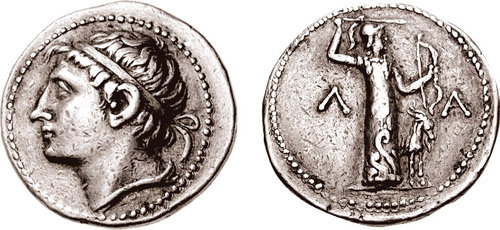
Tetradracma del III secolo a.C. raffigurante Cleomene III sul diritto ed Artemide Orthia sul rovescio.

Il re di Sparta Cleomene III, salito al trono nel 235 a.C. come successore del padre Leonida II, aveva deciso di seguire il progetto riformatore di Agide IV, predecessore del collega Eudamida III e fatto uccidere da Leonida stesso. Per portare a compimento il suo progetto, Cleomene corruppe gli efori per muovere guerra contro la lega achea ed aumentare così il suo prestigio personale e militare dando inizio alla cosiddetta guerra cleomenea (228 a.C.).
Poco tempo dopo aver invaso l'Argolide ed aver vinto l'esercito acheo, guidato da Arato di Sicione, nella battaglia del Monte Liceo in Elide (227 a.C.) ed aver subito dopo perso la città di Mantinea, Cleomene occupò la roccaforte di Leuttra, nei pressi di Megalopoli e si preparò ad un nuovo scontro con l'esercito acheo.

## Svolgimento

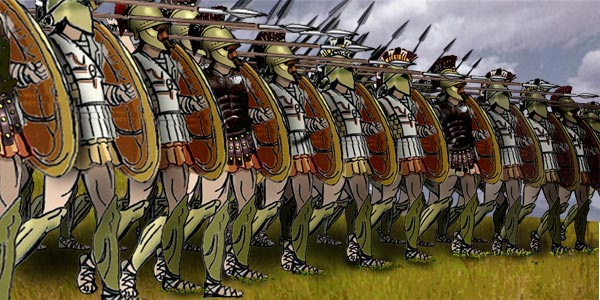
Tipica falange greca, con opliti armati di lance e scudi.

Lo scontro avvenne nell'estate 227 a.C. in Arcadia, tra la fortificazione di Leuttra e la città di Megalopoli, presso una località chiamata Ladocea (in greco antico: τὰ Λαδόκεια?, tà Ladòkeia). Il nome della località deriva da Ladoco, figlio di Echemo.
Secondo la testimonianza di Plutarco i cavalieri megalopoliti, guidati da Lidiada, l'ex tiranno della città che aveva spontaneamente rinunciato al potere in favore dell'entrata di Megalopoli nella lega, ebbero inizialmente la meglio sugli Spartani. Quando però questi si ritirarono, Arato ordinò alla fanteria di rimanere in posizione mentre Lidiada guidava i cavalieri all'inseguimento dei fuggitivi. I cavalieri però si dispersero a causa del terreno accidentato e Lidiada fu accerchiato ed ucciso dai mercenari cretesi e tarantini del re di Sparta. Incoraggiato da questo insperato successo, Cleomene contrattaccò e sbaragliò gli Achei, vincendo così la sua seconda battaglia consecutiva.
Il re di Sparta, dopo aver stipulato una tregua con gli Achei, rimandò il corpo di Lidiada a Megalopoli con tutti gli onori, vestito con un manto di porpora e con una corona sul capo, in segno di grande rispetto per l'avversario, mentre ad Arato vennero mosse gravi accuse perché aveva abbandonato Lidiada.

## Conseguenze

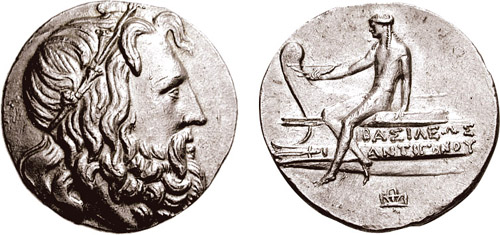
Moneta raffigurante Antigono III Dosone.

Forte delle vittorie del Monte Liceo e di Ladocea, Cleomene tornò a Sparta ed eliminò gli efori con un attentato, ottenendo il potere assoluto, condiviso col fratello Euclida che associò al trono al posto di un rappresentante, come sarebbe stato da tradizione millenaria, della famiglia Euripontide.
Arato invece iniziò a sondare il terreno per quella che sarebbe stata, tre anni dopo, la svolta definitiva della guerra cleomenea. È infatti dopo la battaglia di Ladocea (estate del 227 a.C.) e prima della successiva battaglia di Dime (estate/autunno del 226 a.C.) che gli storici ritengono sia stata inviata dai Megalopoliti, su suggerimento di Arato, l'ambasceria presso il re di Macedonia Antigono III Dosone.
Arato infatti, vista la superiorità dell'esercito spartano, fece in modo che venissero inviati in Macedonia due cittadini megalopoliti, Nicofane e Cercida, con una duplice missione: una ufficiale, ovvero quella di chiedere il supporto macedone alla città di Megalopoli in maniera indipendente dalla lega achea, ed una segreta, ovvero chiedere al re se era disposto ad intervenire nel conflitto al fianco della stessa lega achea, nel caso Arato l'avesse ritenuto opportuno.
I due ambasciatori presenteranno all'assemblea della lega il risultato della loro missione ufficiale, ovvero la risposta favorevole di Antigono a sostenere Megalopoli: l'assemblea si espresse in modo favorevole ma Arato a sorpresa fece invece respingere l'offerta del re. In realtà, Arato aveva stipulato un primo accordo segreto col suo storico avversario, che avrebbe poi portato nel 224 a.C., dopo la sconfitta di Dime ed una successiva fase di stasi della guerra, all'intervento armato di Antigono al fianco della lega achea. L'alleanza col re avrebbe poi portato alla definitiva sconfitta di Cleomene a Sellasia (222 a.C.) ed alla fine della diarchia spartana, dopo un millennio di storia. Il prezzo che Arato dovette pagare fu il ritorno dei suoi storici nemici macedoni nel Peloponneso.